# توماس آلبرتی
توماس آلبرتی (انگلیسی: Thomas Alberti؛ زادهٔ ۲۳ ژوئن ۱۹۹۸) بازیکن فوتبال است.